# Ԗ
Ԗ, ԗ е буква от кирилицата. Обозначава беззвучната венечна трептяща съгласна /r̥/. В миналото се с използвала в мокшанския език.. В употреба е до 1927 година. Буквата представлява лигатура между кирилските Р и Х. В съвременната мокшанска азбука е заменена от диграфа Рх.